# 石廊崎
石廊崎（いろうざき）は、静岡県伊豆半島最南端の賀茂郡南伊豆町にある岬。またその周辺に位置する地区である。
岬の先端付近に石廊埼灯台があり、周辺は富士箱根伊豆国立公園に指定されている。太平洋を臨む荒々しい海岸の景色で観光地になっている。

## 概要

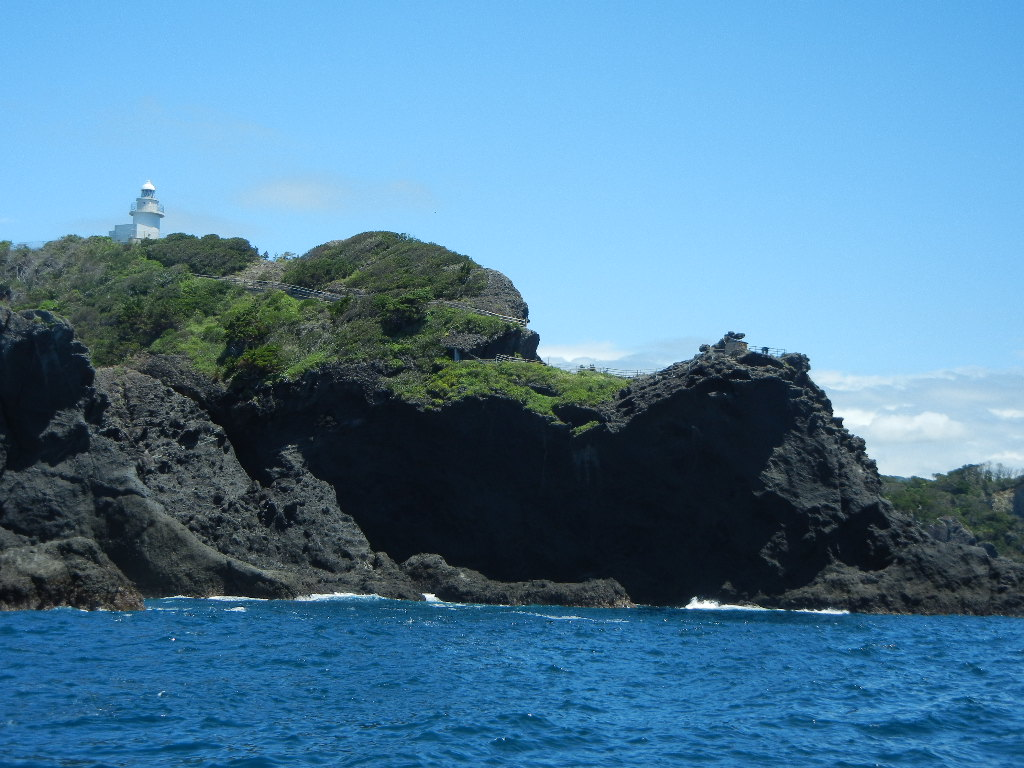
石廊崎と石廊埼灯台。海上から。

太平洋に突き出たこの岬より西は駿河湾および広義の遠州灘、東は相模灘である。また、太平洋とフィリピン海の境界でもあり、相模灘側が太平洋、駿河湾側がフィリピン海である。岬の先端付近には石廊埼灯台、その先には石室神社、最突端には熊野神社の祠（ほこら）がある。一帯の地質は、海底火山が噴出した溶岩流で、約700万年前の浅海底に噴出したもの。
1950年代から1960年代にかけては「新婚旅行のメッカ」と呼ばれ、1994年（平成6年）時点でも年間100万人の来遊客があったが、2019年（平成31年/令和元年）時点では観光客数は1994年時点の10分の1以下に下落していたと見られる。1969年（昭和44年）から石廊崎ジャングルパークという熱帯植物園があったが、海外旅行の一般化や長期化した不況、伊豆観光の低迷などの影響を受けて入園者数が減少しており、2003年（平成15年）9月30日限りで閉園した。閉園後も跡地は長年放置されていたが、後に南伊豆町が敷地内の廃墟を解体した上で再開発を行い、ジャングルパーク閉園から15年6か月後の2019年（平成31年）4月1日に「石廊崎オーシャンパーク」として再オープンさせた。これに伴い、奥石廊崎の愛逢岬（後述）にあったジオパーク・ビジターセンターをオーシャンパーク内の休憩棟に移転している。

## 気候
冬は温暖な気候で、気温が氷点下になることはめったにない。雪も年に1度降るかどうかなほど。夏の気温は他のところと比べると低く、静岡、網代（熱海市）のように35℃を超えることはない。石廊崎測候所が気象観測を続けてきたが、2003年10月に無人化された。
| 石廊崎（1981 - 2010年）の気候 | 石廊崎（1981 - 2010年）の気候 | 石廊崎（1981 - 2010年）の気候 | 石廊崎（1981 - 2010年）の気候 | 石廊崎（1981 - 2010年）の気候 | 石廊崎（1981 - 2010年）の気候 | 石廊崎（1981 - 2010年）の気候 | 石廊崎（1981 - 2010年）の気候 | 石廊崎（1981 - 2010年）の気候 | 石廊崎（1981 - 2010年）の気候 | 石廊崎（1981 - 2010年）の気候 | 石廊崎（1981 - 2010年）の気候 | 石廊崎（1981 - 2010年）の気候 | 石廊崎（1981 - 2010年）の気候 |
| 月                            | 1月                           | 2月                           | 3月                           | 4月                           | 5月                           | 6月                           | 7月                           | 8月                           | 9月                           | 10月                          | 11月                          | 12月                          | 年                            |
| ----------------------------- | ----------------------------- | ----------------------------- | ----------------------------- | ----------------------------- | ----------------------------- | ----------------------------- | ----------------------------- | ----------------------------- | ----------------------------- | ----------------------------- | ----------------------------- | ----------------------------- | ----------------------------- |
| 平均最高気温 °C （°F）        | 10.8 (51.4)                   | 11.1 (52)                     | 13.6 (56.5)                   | 17.6 (63.7)                   | 20.8 (69.4)                   | 23.3 (73.9)                   | 26.7 (80.1)                   | 28.5 (83.3)                   | 26.0 (78.8)                   | 21.7 (71.1)                   | 17.6 (63.7)                   | 13.4 (56.1)                   | 19.2 (66.6)                   |
| 日平均気温 °C （°F）          | 8.1 (46.6)                    | 8.1 (46.6)                    | 10.6 (51.1)                   | 14.7 (58.5)                   | 18.1 (64.6)                   | 20.9 (69.6)                   | 24.2 (75.6)                   | 25.9 (78.6)                   | 23.6 (74.5)                   | 19.3 (66.7)                   | 15.1 (59.2)                   | 10.7 (51.3)                   | 16.6 (61.9)                   |
| 平均最低気温 °C （°F）        | 5.6 (42.1)                    | 5.3 (41.5)                    | 7.7 (45.9)                    | 12.0 (53.6)                   | 15.8 (60.4)                   | 18.9 (66)                     | 22.4 (72.3)                   | 24.1 (75.4)                   | 21.6 (70.9)                   | 17.1 (62.8)                   | 12.7 (54.9)                   | 8.3 (46.9)                    | 14.3 (57.7)                   |
| 降水量 mm （inch）            | 74.6 (2.937)                  | 86.6 (3.409)                  | 150.8 (5.937)                 | 154.7 (6.091)                 | 164.3 (6.469)                 | 241.9 (9.524)                 | 186.2 (7.331)                 | 169.5 (6.673)                 | 195.0 (7.677)                 | 173.5 (6.831)                 | 121.3 (4.776)                 | 59.2 (2.331)                  | 1,777.7 (69.988)              |
| % 湿度                        | 60                            | 61                            | 66                            | 72                            | 78                            | 84                            | 87                            | 85                            | 79                            | 71                            | 66                            | 61                            | 72                            |
| 出典：気象庁                  |                               |                               |                               |                               |                               |                               |                               |                               |                               |                               |                               |                               |                               |

## 周辺
石廊崎の東方にある石廊崎港は釣り場としても知られており、遊覧船などの発着地点にもなっている。石廊崎港から出港している遊覧船「伊豆クルーズ」は、風向きによって西方の奥石廊崎（ヒリゾ浜近くなど）を周るコースと、石廊崎港より東方にある蓑掛島（座標）を周るコースのどちらかを運行する。

### 奥石廊崎
石廊崎の西方に広がる伊豆半島の海岸線は奥石廊崎、または奥石廊と呼ばれる。奥石廊は2012年（平成24年）から約数百年前、海底火山の噴出によって誕生した複雑な海岸線や、陸上火山が生み出した高原が存在する。その一帯は富士箱根伊豆国立公園や名勝「伊豆西南海岸」として指定されており、半島南端の景勝地として知られている。
奥石廊の一帯を走る県道下田石廊松崎線沿線には2019年（令和元年）12月時点で、約300本のココスヤシの木が立ち並んでいる。これらのヤシの木は静岡県グリーンバンクが温暖な南伊豆のイメージアップを図るため、1979年（昭和54年）に植樹したもので、一帯は冬になると激しい西風が吹くことから、風と塩害からヤシの葉を守るため、毎年12月にこも巻き作業を行い、翌年3月初旬にこもを外している。かつては後述の「愛逢岬」（座標）に近接するバス停が「奥石廊崎」（座標）という名称だったが、このバス停は後に「愛逢岬」に改称した。
奥石廊の主な観光地としては、波勝崎や駿河湾を眺望できる名勝地「愛逢岬」や、日本有数のユウスゲ（ユリ科ワスレグサ属の多年草）の群生地である「ユウスゲ公園」（座標）、そして愛逢岬から見下ろせる「ヒリゾ浜」（座標）がある。ヒリゾ浜は夏に中木港（座標）から運航される渡船でしか行けない海岸で、海水の透明度の高さ、生息している魚の種類の多様さなどの理由から、シュノーケリング・ダイビングの名所となっている。
愛逢岬には2012年（平成24年）7月14日、伊豆半島ジオパーク構想と連携した伊豆地区初のジオパークビジターセンターが開設されたが、2019年4月1日に石廊崎オーシャンパークが開園したことに伴い、ビジターセンターはオーシャンパーク内に移転した。

## 交通
東海バスが「下田駅」バス停（座標、伊豆急行線の伊豆急下田駅前）から「石廊崎オーシャンパーク」（座標）もしくは「石廊崎港」（座標）行きの路線バスを運行している。かつては伊豆急下田駅から伊豆急行線を石廊崎まで延伸する構想があったが、その構想は実現していない。

## ギャラリー

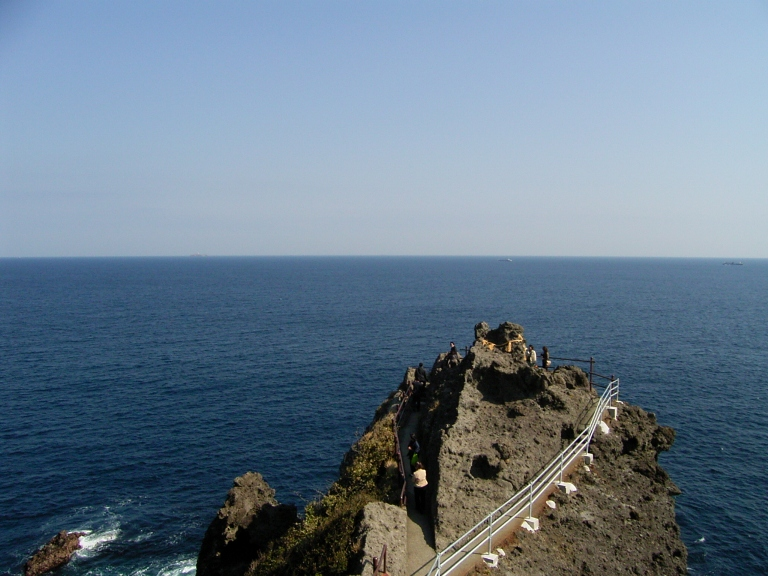
石廊崎の先端
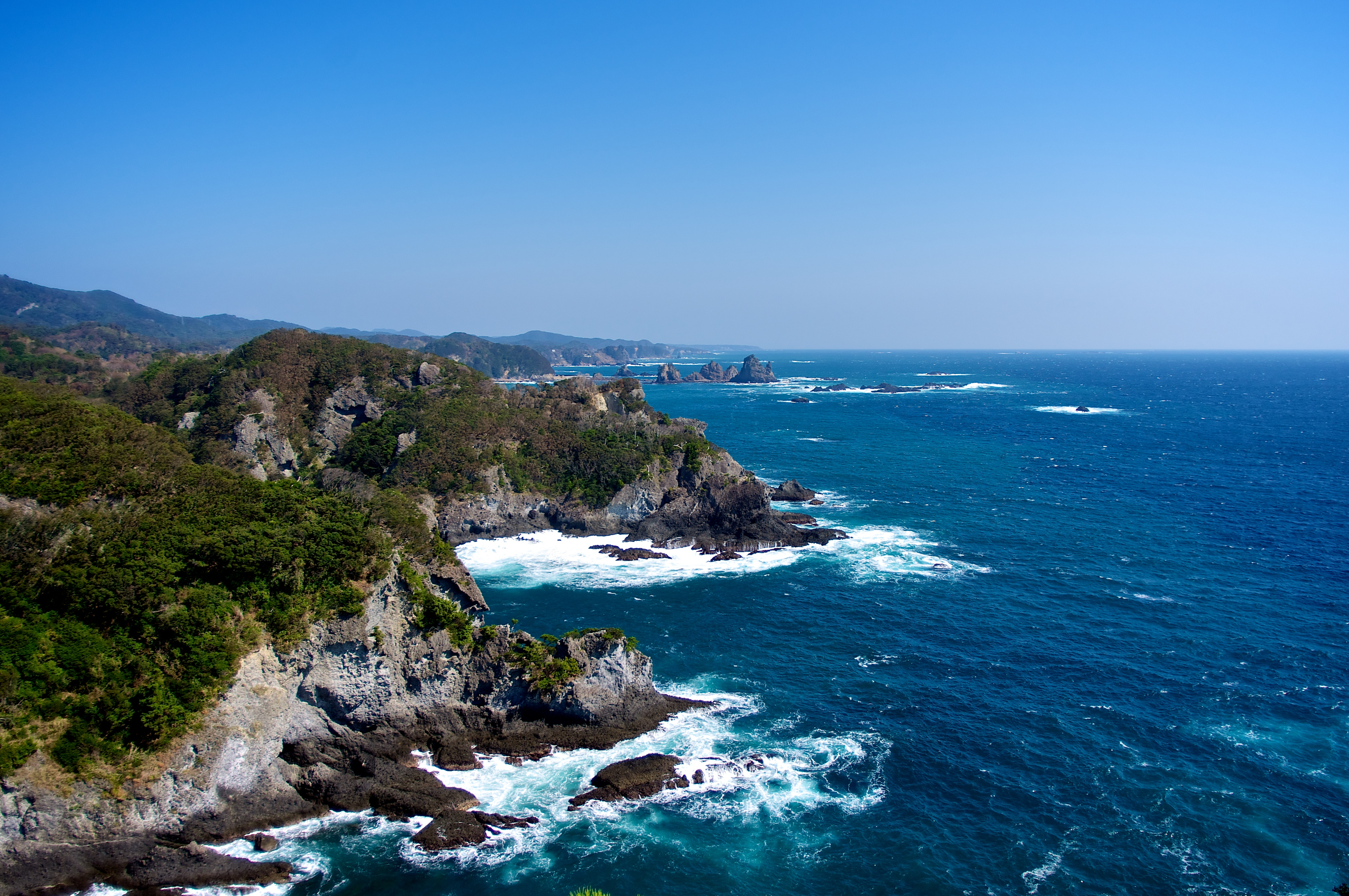
石廊崎から東北東を望む
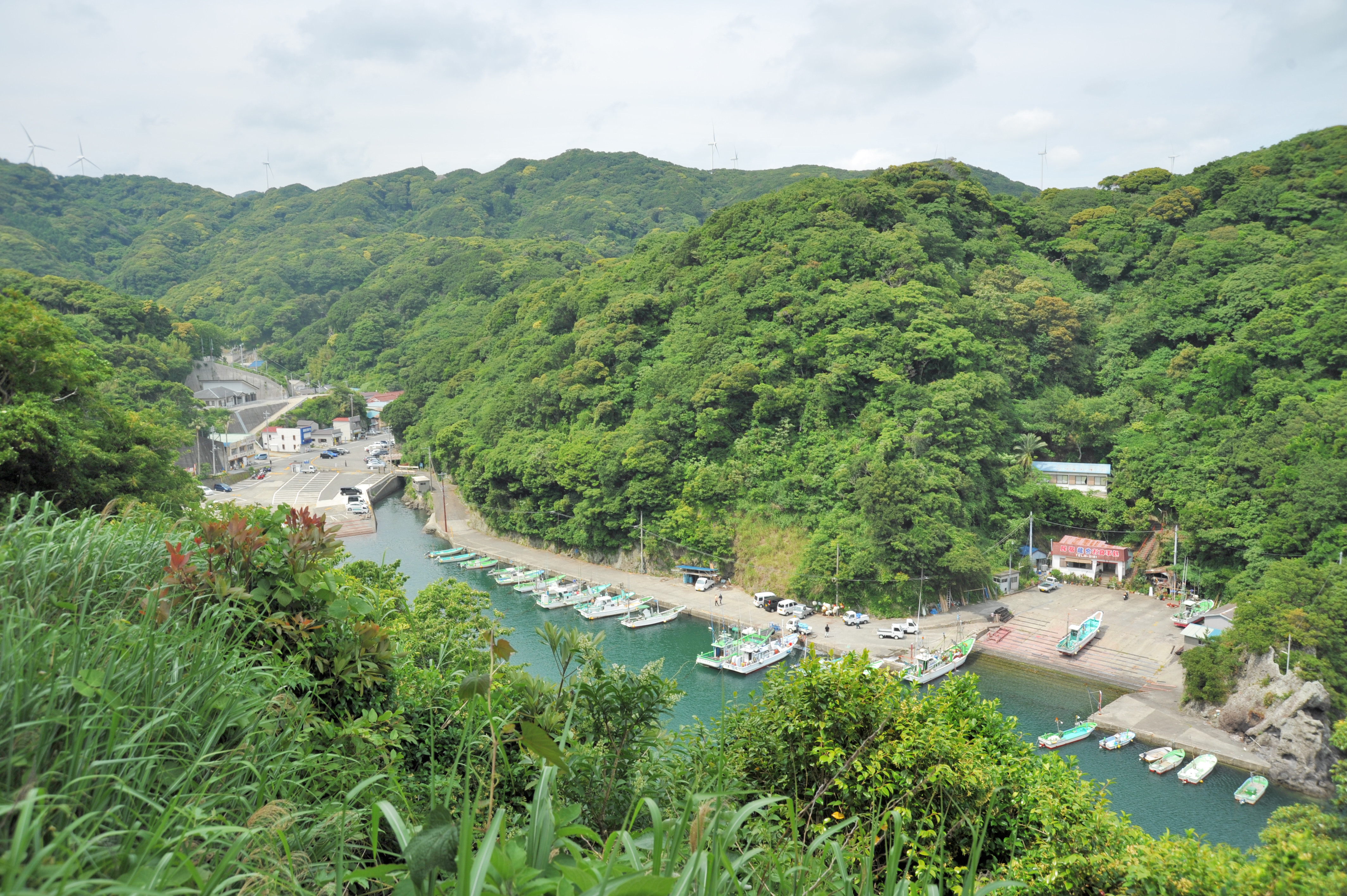
石廊崎漁港
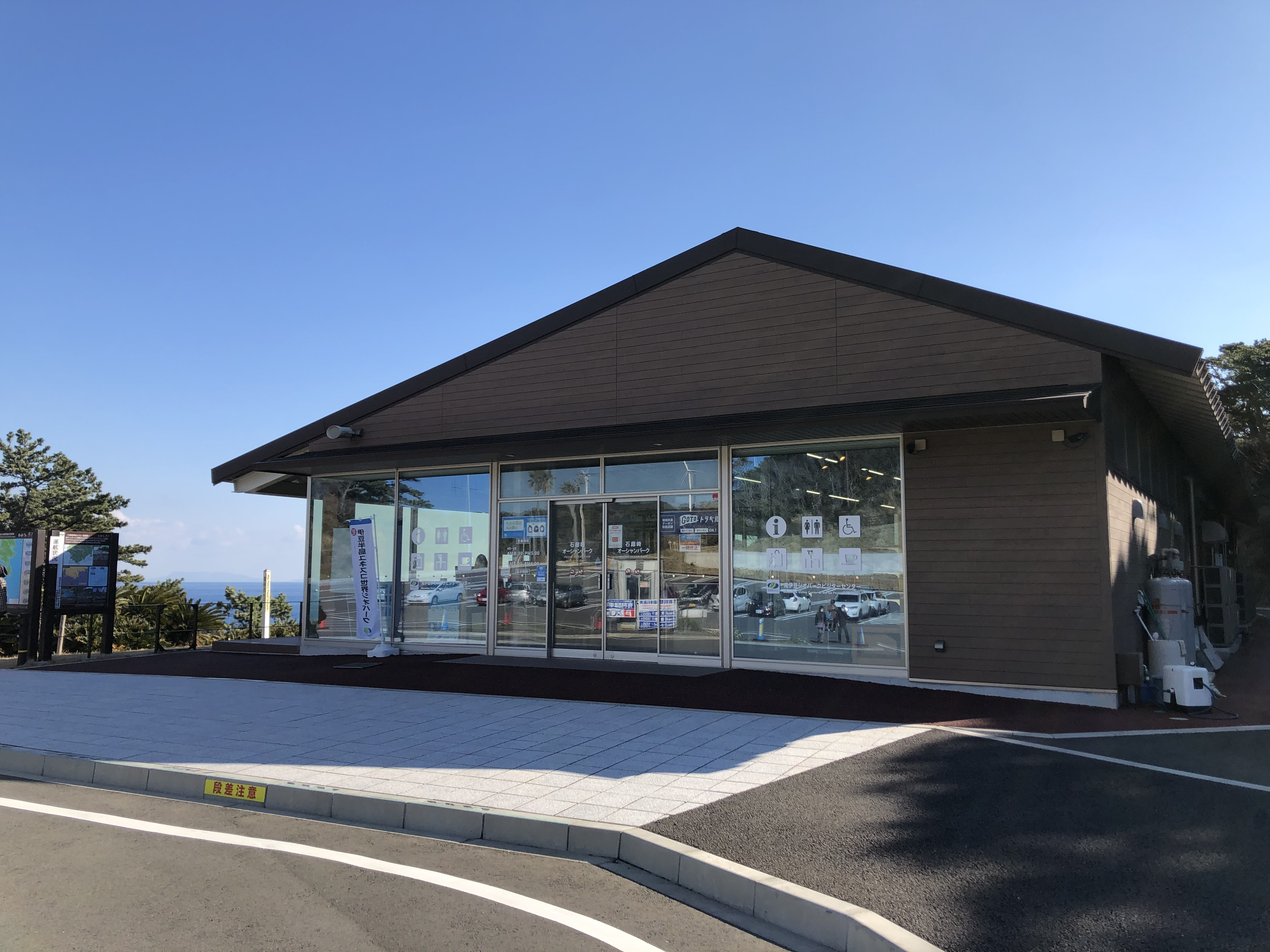
石廊崎オーシャンパーク
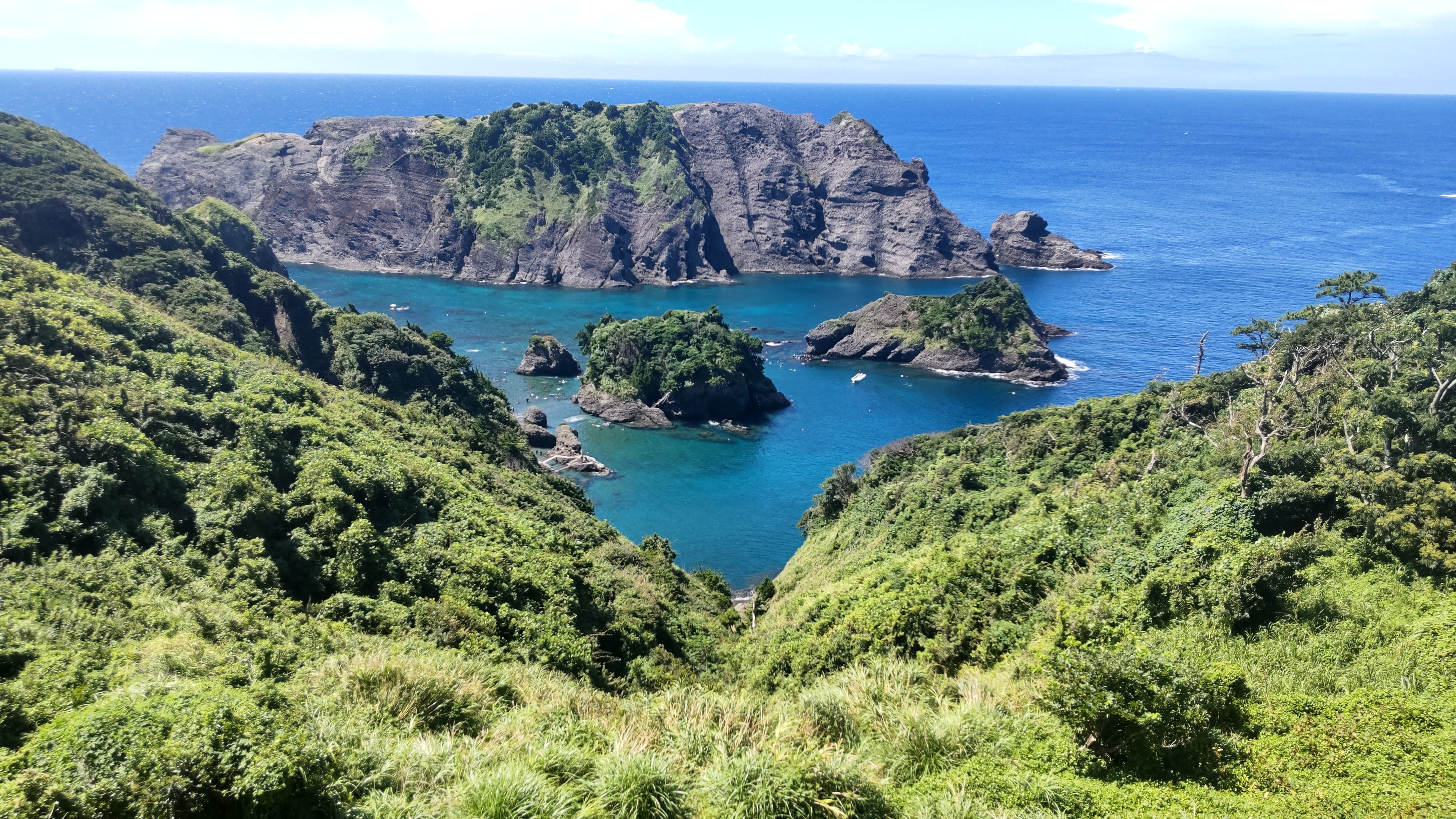
ヒリゾ浜と大根島